# Olha Saladuha
Olha Saladuha (în ucraineană Ольга Саладуха; n. 4 iunie 1983, Donețk, RSS Ucraineană, URSS) este o fostă atletă ucraineană, specializată în triplusalt.

## Carieră
Prima ei performanță notabilă a fost locul 9 la Campionatul Mondial de Juniori din 1999. A câștigat medalia de argint la Universiada din 2005 și medalia de aur la Universiada din 2007. În anul 2008 a participat la Jocurile Olimpice de la Beijing. În 2009 ea a devenit mamă și apoi a revenit cu succes.
Olha Saladuha a câștigat medalia de aur la Campionatul European din 2010 de la Barcelona cu o săritură de 14,81 m. La Campionatul Mondial din anul următor, la Daegu, Coreea de Sud, a devenit campioană mondială. În 2012 a câștigat din nou titlul european la Helsinki și a îmbunătățit recordul personal cu o săritură de 14,99 m. La Jocurile Olimpice de vară de la Londra a obținut medalia de bronz la ultima încercare. În martie 2013, a cucerit medalia de aur la Campionatul European în sală de la Göteborg, stablilind un nou record național în sală cu o săritură de 14,88 m.
La Campionatul Mondial din 2013 ea a câștigat medalia de bronz. În 2014 a continuat cu medalia de argint la Campionatul Mondial în sală de la Sopot, Polonia în urma rusoaicei Ekaterina Koneva și, la Zürich, a cucerit al treilea titlu european consecutiv. La Campionatul European în sală din 2019, la vârsta de 35 de ani, a câștigat medalia de bronz. În 2021 Olha Saladuha a participat pentru a patra oară la Jocurile Olimpice. După competiția de la Tokio s-a retras din sport.
În 2019 ea a fost aleasă deputat în Rada Supremă.
Olha Saladuha este căsătorită cu Denis Kostiuk, fost ciclist și de două ori participant la Jocurile Olimpice.

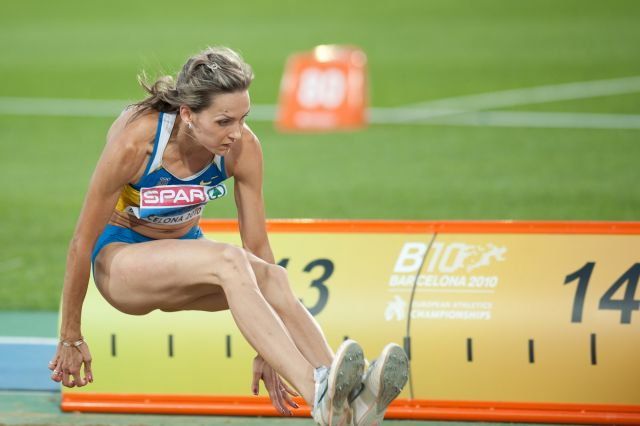
La Campionatul European din 2010
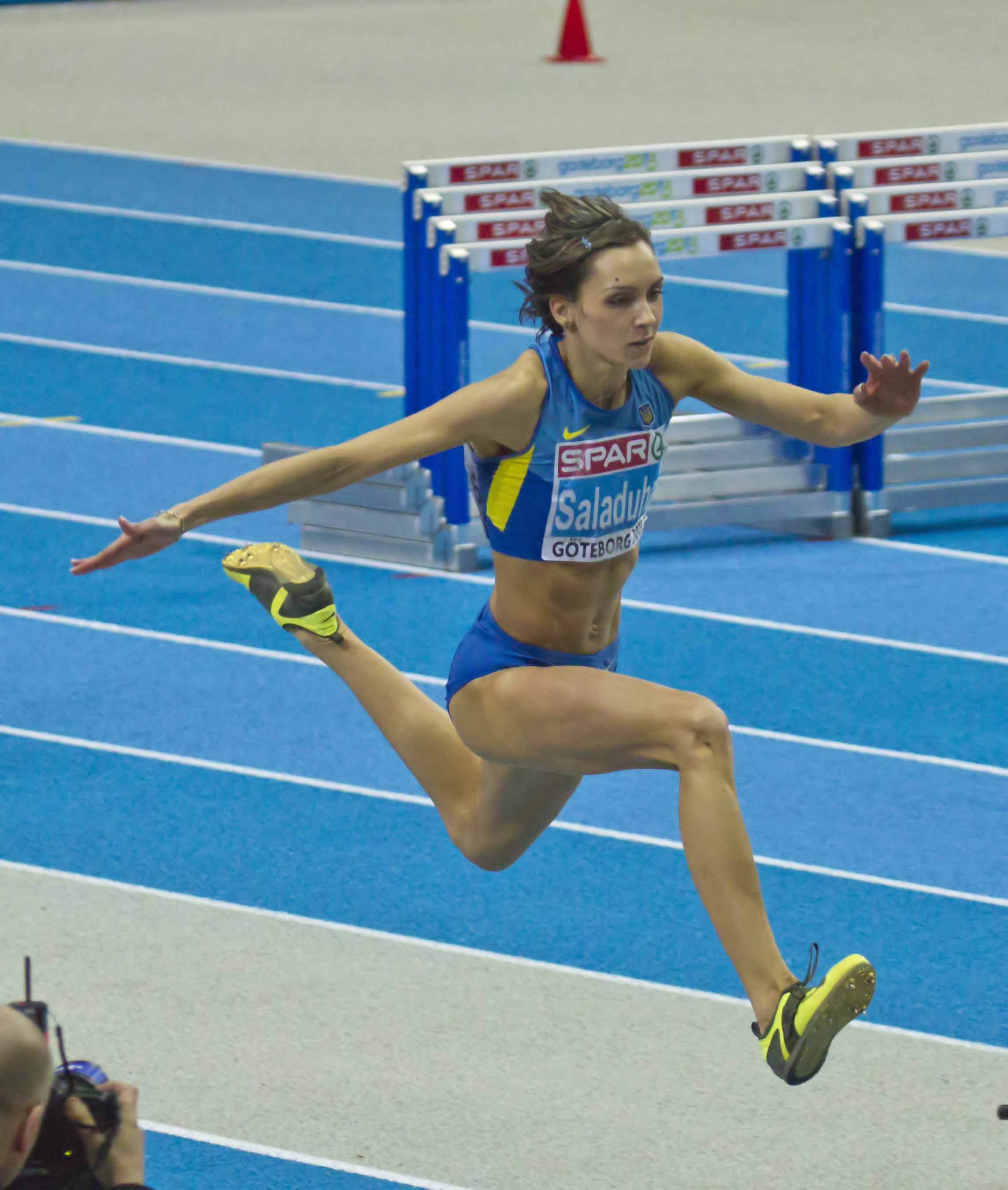
La Campionatul European în sală din 2013
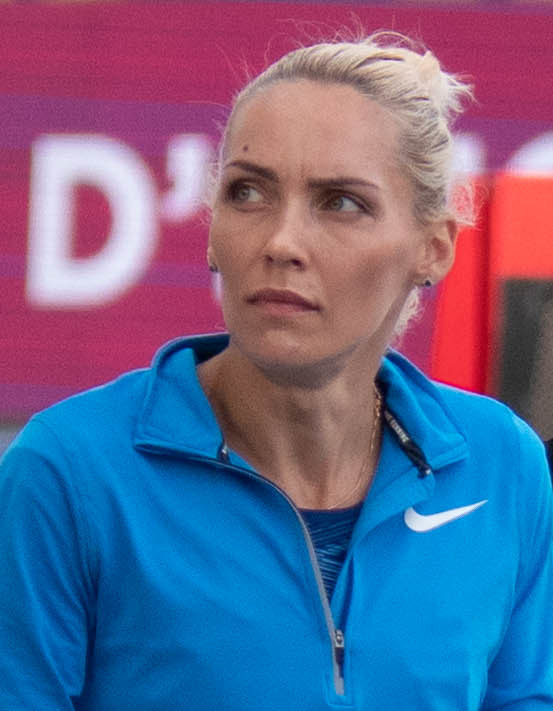
În 2019

## Realizări
| An   | Competiție                               | Locație                  | Loc | Note    |
| ---- | ---------------------------------------- | ------------------------ | --- | ------- |
| 1999 | Campionatul Mondial de Juniori (sub 18)  | Bydgoszcz, Polonia       | 9   | 12,76 m |
| 2001 | Campionatul European de Juniori (sub 20) | Grosseto, Italia         | 9   | 13,07 m |
| 2002 | Campionatul Mondial de Juniori (sub 20)  | Kingston, Jamaica        | 5   | 13,17 m |
| 2005 | Campionatul European de Tineret          | Erfurt, Germania         | 4   | 13,93 m |
| 2005 | Universiada                              | Izmir, Turcia            | 2   | 13,96 m |
| 2006 | Campionatul European                     | Göteborg, Suedia         | 4   | 14,38 m |
| 2007 | Universiada                              | Bangkok, Thailanda       | 1   | 14,79 m |
| 2007 | Campionatul Mondial                      | Osaka, Japonia           | 5   | 14,60 m |
| 2008 | Campionatul Mondial în sală              | Valencia, Spania         | 5   | 14,32 m |
| 2008 | Jocurile Olimpice                        | Beijing, China           | 7   | 14,70 m |
| 2010 | Campionatul European                     | Barcelona, Spania        | 1   | 14,81 m |
| 2011 | Campionatul Mondial                      | Daegu, Coreea de Sud     | 1   | 14,94 m |
| 2012 | Campionatul European                     | Helsinki, Finlanda       | 1   | 14,99 m |
| 2012 | Jocurile Olimpice                        | Londra, Marea Britanie   | 3   | 14,79 m |
| 2013 | Campionatul European în sală             | Göteborg, Suedia         | 1   | 14,88 m |
| 2013 | Campionatul Mondial                      | Moscova, Rusia           | 3   | 14,65 m |
| 2014 | Campionatul Mondial în sală              | Sopot, Polonia           | 2   | 14,45 m |
| 2014 | Campionatul European                     | Zürich, Elveția          | 1   | 14,73 m |
| 2015 | Campionatul Mondial                      | Beijing, China           | 6   | 14,41 m |
| 2016 | Campionatul European                     | Amsterdam, Olanda        | 6   | 14,23 m |
| 2016 | Jocurile Olimpice                        | Rio de Janeiro, Brazilia | 18  | 13,97 m |
| 2018 | Campionatul European                     | Berlin, Germania         | 13  | 14,04 m |
| 2019 | Campionatul European în sală             | Glasgow, Marea Britanie  | 3   | 14,47 m |
| 2019 | Campionatul Mondial                      | Doha, Qatar              | 5   | 14,52 m |
| 2021 | Jocurile Olimpice                        | Tokio, Japonia           | 20  | 13,91 m |

## Recorduri personale
| Probă              | Performanță | Dată          | Locație  |
| ------------------ | ----------- | ------------- | -------- |
| Triplusalt         | 14,99       | 29 iunie 2012 | Helsinki |
| Triplusalt în sală | 14,88 RN    | 3 martie 2013 | Göteborg |